# Offa dell'Essex
Offa (... – Roma, 709) è stato un sovrano anglosassone.
Offa fu re dell'Essex. D.H. Kirby fa risalire il suo regno dal 705 al 709. Simon Keynes lo data dal 694 al 709 circa, quando si recò in pellegrinaggio a Roma,  insieme a Cenred, re di Mercia, dove morì come monaco. Potrebbe essere stato co-re con Swaefred. Era figlio di Sighere.
Nella sua Historia ecclesiastica gentis Anglorum, Beda lo descrisse come "un giovane di incantevole età e bellezza, e ardentemente desiderato da tutta la sua nazione di essere il loro re. Egli, con uguale devozione, lasciò la moglie, le terre, i parenti e la patria, per Cristo e per il Vangelo, affinché ricevesse il centuplo in questa vita e nel mondo a venire la vita eterna.Anche egli, quando giunsero ai luoghi santi di Roma, ricevendo la tonsura e adottando la vita monastica, conseguì la tanto agognata vista dei beati apostoli in cielo".
Gli viene attribuita una carta relativa alla terra nel Warwickshire (S64), sebbene in essa sia descritto come re di Mercia piuttosto che dell'Essex. Questa potrebbe essere una copia imprecisa basata su una carta autentica di Cenred di Mercia. Con la carta S 1784 del 704-9, che è probabilmente autentica, Offa concede la terra di Hemel Hempstead a Waldhere, vescovo di Londra. Gli successe Saelred dell'Essex.